# Synbranchus marmoratus

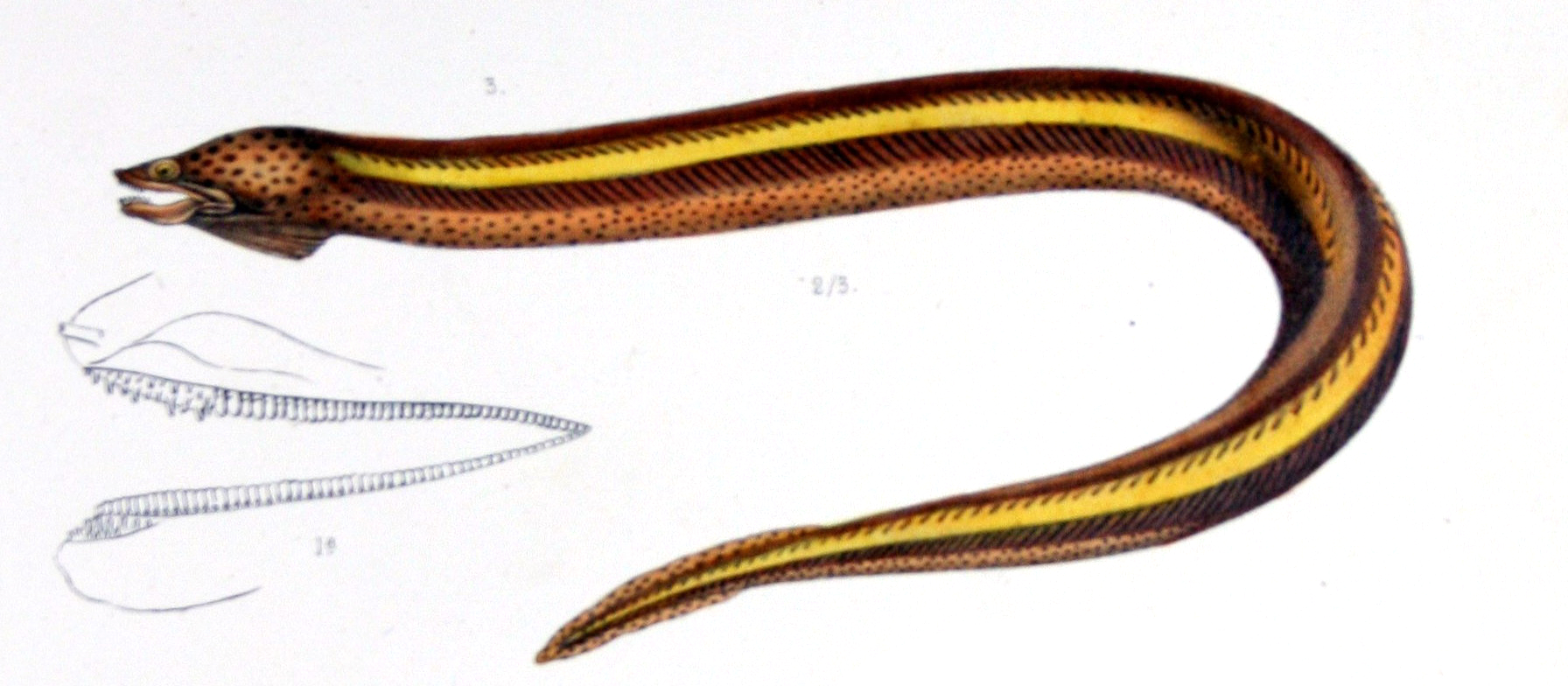
[Ilustración Synbranchus marmoratus.

Synbranchus marmoratus es una especie de pez de forma anguiliforme, de hábitos  nocturnos. A pesar de tener el nombre popular de “anguila”, esta especie (y todo el superorden al que pertenece) no tiene nada que ver con las denominadas "anguilas verdaderas" que pertenecen al orden Anguilliformes. 
Este pez tiene la peculiaridad de poder respirar aire atmosférico. Su biotopo típico son las corrientes, lagos, canales, ríos y campos de arroz con aguas turbias. Prefiere aguas estancadas con poca corriente. En el comienzo de la temporada seca, cuando hay una disminución del nivel del agua, sobreviven en ambientes casi completamente secos, viven en agujeros excavados en terrenos planos de barro húmedo. Durante este período, pueden sobrevivir durante meses enterrados en el barro húmedo en condiciones de hibernación, reduciendo significativamente su metabolismo. Durante ese ciclo los riñones juegan un papel fundamental en este proceso para la eliminación de amoníaco, mientras que el hígado es responsable de la metabolización de las proteínas, lo que les permite mantenerse con vida durante este período sin alimentos. Además de esto, pueden reducir significativamente la frecuencia e intensidad de su respiración, son animales tímidos que evitan a las personas y huyen a la menor provocación.

## Nombres comunes
Anguilas del pantano, Mussum, Mbusu, Muçum, Mucuiu, falsa anguila, anguila de pantano, anguila del lodo, anguila del fango marmoleada, “Swamp eel”, “rice eel” (FishBase, 2010).

## Morfología
En 1913 Taylor realizó una descripción detallada del desarrollo de S. marmoratus, que incluye hábitos reproductivos y desarrollo larval. Este trabajo representa el estudio más extenso que se tiene de aspectos biológicos y reproductivos dentro de la familia, contiene observaciones sobre los hábitos de cría y desarrollo de las larvas, también se proporciona información para los sinbranquidos asiáticos: Monopterus albus (Wu & Liu, 1942), M. cuchia (Banerj et al., 1981), y Ophisternon bengalense (Rangarajan y Jacob, 1960). Liem (1981) analizo las larvas de Monopterus albus y describió el mecanismo de la aleta pectoral activa y el flujo a contracorriente como adaptaciones para el intercambio de gases durante los períodos de hipoxia crítica. Vascularización de la aleta pectoral y la capacidad de respiratoria de los órganos larvarios también fueron estudiados por Munshi et al. (1989a) para Monopterus cuchia. Por otra parte el estudio del proceso de reversión sexual en sinbranquidos, ha sido objeto de una serie de estudios (por ejemplo, Tao et al, 1993;. Ravaglia et al, 1997). Synbranchus marmoratus, en particular, se conoce como un pez hermafrodita protogínico diándrico (Lo Nostro y Guerrero, 1996), con dos tipos diferentes de machos. Los machos primarios que se desarrollar directamente como machos desde el huevo, mientras que los machos secundarios surgen de la reversión sexual de las hembras (Sadovy y Shapiro, 1987; Lo Nostro y Guerrero, 1996). Recientemente el trabajo de campo y el esfuerzo de colecta llevados a cabo por las doctoras Sandra E. Favorito  (Laboratório de Biodiversidade da Universidade Bandeirante de São Paulo –UNIBAN), y Maria I. Assumpção (Favorito, et al 2005) resultó en la captura de un ejemplar distinto de Synbranchus junto con sus huevos y larvas. Una de estas larvas (25,0 mm de longitud total) ya fue estudiada por Britz et al. (2003), para evaluar la identidad del único hueso pterigoideo en Synbranchidae. Esta nueva especie se describió como Synbranchus lampreia (Favorito et al, 2005), junto con seis estados de desarrollo, junto con algunas notas sobre su biología reproductiva, el hábitat, la estructura del nido, en dicho artículo se sugiere la presencia de cierto tipo de cuidado parental en S. lampreira.
Synbranchus marmoratus (Bloch,1795) posee un cuerpo desnudo, abdomen más largo que la región caudal, ojos pequeños colocados en la región anterior de la cabeza, dientes pequeños, los palatinos en una sola banda; aberturas branquiales, membrana branquióstega no unida al istmo. Su cuerpo está cubierto con una membrana mucosa que facilita su desplazamiento en tierra y la protege de la desecación, los ojos son pequeños, y en algunas especies cavernícolas están por debajo de la piel. Tiene una sola membrana opercular y cámaras branquiales están equipadas con una extensa red vascular que permite el intercambio de gases, que le da la capacidad de respirar aire atmosférico. Su color es variado, tiene lados salpicado de pequeñas manchas de color negro. Los juveniles tienden a ser más oscuros. Coloración: La coloración en parda oscura en el fondo, con el vientre de tonalidad más clara, con pequeñas manchas oscuras distribuidas de manera regular por todo el cuerpo (López et al, 2009).

## Determinación/Diagnóstico
Synbranchus marmoratus puede distinguirse fácilmente de sus dos especies hermanas: S. lampreia  y S. madeirae por su patrón de coloración:
- S. lampreia: se compone de grandes y visibles manchas negras o marrones, redondeadas dispersas a lo largo del cuerpo, raras en la cabeza, y una coloración color café relativamente ligera, con puntos pequeños y poco visibles de color marrón claro. Posee un número mayor de vértebras en la columna que S. marmoratus, entre 161 a 174 y también posee un mayor número de vértebras caudales (68-76). Por otra parte, el labio superior y la joroba nucal en S. lampreia están aparentemente menos desarrollados que en S. marmoratus. Synbranchus lampreia puede ser más fácilmente distinguido de S. madeirae por su menor longitud post-anal (23.2 a 28.7% contra 34,7 a 37,3%).

- S. marmoratus: Un patrón más homogéneamente distribuido de puntos pequeños y manchas marmoleadas. Posee un número inferior de vértebras en la columna que S. lampreia; de 116 a 150. Y también posee un mayor número de vértebras (40-63).

- S. madeirae: coloración uniforme de color gris claro con manchas redondeadas.[13]

## Distribución
Tiene una distribución amplia desde México hasta el norte de Argentina (Kullander, 2003), esta especie se asocia a menudo con las condiciones ambientales extremadamente variables, lo que permite su amplia distribución ecológica y geográfica (Favorito-Amorim, 1998).
América del Sur y Central: Se encuentra en el lado atlántico de México y Argentina, en el lado Pacífico de México y Perú. En Brasil se encuentra en la región amazónica en Lagos Canta Galos, y Janauacá de Murumuru, Río Xingu, Batoví Río, Río Araguaia, Oiapoque, Cuiabá, Tapajós, Manacapuru, Negro, Nuevo, Souve, Piratini, etc. (FishBase, 2010).
En México: Vertiente del Pacífico, Oaxaca y –Chiapas, al sur hasta Panamá; vertiente del Atlántico, excepto por un registro en el Río Teapa, Teapa, Tabasco. De ahí desde el extremo noroeste de Honduras al sur hasta Argentina. (López, et, al. 2009).

## Hábitat
Humedales, lagunas, estanques de inundación, arroyos, lagos y ríos, en agua clara a lodosa; corriente nula a ligera o moderada; fondo de lodo, arena, arcilla, cieno, roca; vegetación, por lo común abundante; profundidad hasta unos 1.5m (Boujard et al, 1997), también pueden encontrarse en estuarios, lagunas salinas cercanas a la playas (López et al, 2009), dado que soportan un amplio rango de salinidad (Tyler & Feller, 1996).

## Biología
Son peces que habitan en los fondos (demersales) y que migran sólo en aguas dulces (potádromos), que en época de secas pueden hacer madrigueras (Riede, 2004). En Honduras, la especie sigue frecuentemente las zanjas de irrigación y después de lluvias copiosas puede vérsele avanzar distancias cortas en tierra seca, los juveniles se encuentran bajo las rocas, a veces descansando o enterrados en el lodo cerca del agua; muy pocos ejemplares se capturan en el arroyo. En Brasil, se les observó “permanecer en estanques secos enterradas en el lodo y dependiendo de estructuras de respiración área para su supervivencia” (Meneses y Figueiredo, 1950). La captura de juveniles indica que la reproducción tienen lugar por lo menos desde mayo hasta agosto (López, et al. 2009).
Es una especie nocturna y tiene la capacidad de respirar aire atmosférico. En el comienzo de la temporada seca, cuando hay una disminución del nivel del agua, sobreviven en ambientes casi completamente secos, cavando una madriguera tubular en un banco de sedimento o en la parte inferior del cuerpo de agua en terrenos planos de barro húmedo. Esta cueva, que es para la mayoría de los casos sub-horizontal, puede tener varios divertículos, seguido por una sección vertical que conduce al exterior por una sola apertura. Se sabe que la anguila del fango es capaz de sobrevivir hasta tres meses incrustada en el barro (Bicudo y Johansen, 1979), llevando a cabo el proceso de intercambio de gases en el epitelio bucofaríngea y en la cámara branquial. En estas condiciones inhóspitas, el animal, en un estado normalmente torpe, a veces se extiende el cuerpo, deslizándose sobre su propia mucosa dentro de los túneles de barro. Este comportamiento, denominado semi-estivación, requiere de ajustes en el metabolismo general. Aunque la respiración se ralentizó, el pescado se mantiene activo y huye si se altera. Reduciendo significativamente su metabolismo (Moraes, G. et al. 2005). Los riñones juegan un papel fundamental en este proceso para la eliminación de amoníaco, mientras que el hígado es responsable de la metabolización de las proteínas, lo que les permite mantenerse con vida durante este período sin alimentarse, recurriendo únicamente a las reservas de grasa corporal. Además de esto, tiene respiración lenta, lo que les permite mantenerse activas, pueden huir si se le molesta (Boujard et al, 1997).

## Reproducción
Es una especie de pez hermafrodita protogínico (nacen como hembras pudiendo virar a machos en circunstancias específicas) diándrico, con dos tipos diferentes de machos (diándria). 
"Los machos primarios"  que desarrollar directamente a partir de huevos, "los machos secundarios" que se desarrollan a partir hembras funcionales por el cambio de sexo. En este orden, el proceso de reversión sexual ha sido objeto de muchos estudios, pero sus bases bioquímicas y fisiológicas aún no se comprenden bien (Ravaglia y Magese, 2002).
No presenta dimorfismo sexual evidente, dado que externamente no es posible diferenciar machos de hembras. (Allsop et al, 2003).

## Alimentación
Depredadores nocturnos que se alimentan de presas vivas como los crustáceos bentónicos, moluscos y peces pequeños (Bussing, 1795, 1987). 
En cautiverio acepta sin dificultad varios tipos de alimentos comerciales, incluidos los filetes de pescado y los corazones de pollo. 
Su carne es muy apreciada como alimento. Máxima LT conocida es de 150cm (Kullander, S.O. 2003).

## Importancia antropológica
Como alimento, mascota y como organismo para investigación (FishBase 2010).
- Importancia alimenticia

Las especies asiáticas de la familia Synbranchidae se consideran un manjar, especialmente en la región de Jiangnan de China, generalmente son cocinadas en guisos. La receta usualmente requiere cebollines de ajo, brotes de bambú, vino de arroz, azúcar, almidón, y la salsa de soja con prodigiosas cantidades de aceite vegetal. Es popular en la región de Shanghái a Nanjing. El nombre chino de este plato es” “shan hu chao”. El nombre de la anguila de fango es “Shan yu”.
- Cuidado en cautiverio

La anguila de lodo es una mascota popular, requiere de un acuario con unas proporciones mínimas: 250cm x 70cm x 6 0cm, aproximadamente de 1,050 Lt. Puede criarse individuos solos o en grupo, excelentes con otras especies, siempre y cuando no sean de la talla de su alimento. A pesar de sobrevivir a bajas temperaturas, cerca de 10 °C, como en algunas regiones, debe mantener una temperatura constante en cerca de 26 °C. El acuario debe ser lo suficientemente grande para sostener a los ejemplares, con tapa dado que es una especie proclive a escaparse, el interior debe estar decorado con rocas, troncos y plantas en los que el ejemplar busque de refugio. El sustrato debe de estar compuesto obligatoriamente por partículas de tamaño pequeño y de textura suave. Con un rango de Ph: 6.4 a 7.4, Rango de dH (dureza carbonatada): 6-20, debe acondicionarse un acuario del tipo tropical /subtropical con un rango de temperatura de 22 a 30 °C (INFOAQUA, 2010).

## Sistemática/Taxonomía
La anguila S. marmoratus está ampliamente distribuida en los sistemas fluviales de agua dulce de diferentes cuencas hidrográficas de América del Sur. En años recientes se han llevado a cabo varios estudios citogenéticos, genéticos, sobre biología del desarrollo y bioquímicos en poblaciones de la especie (Nakamoto et al,1986;. Foresti et al, 1992;. Melillo et al, 1996;. Torres, 2000 2005). 
Se han encontrado dos patrones de electroforesis de hemoglobina diferentes, cada uno de ellos es exclusivo a una región geográfica específica en el estado de São Paulo, Brasil (Nakamoto et al, 1986a, b), y han detectado niveles de amplia variación genética entre poblaciones. Estos datos apoyan firmemente la hipótesis de que S. marmoratus representa un complejo de especies (varias especies cripticas asignadas al mismo taxón) y que otros estudios taxonómicos, biología, de historia de vida y sistemática molecular son necesarios para una mejor caracterización de las especies (Foresti et al, 1992 y Favorito et al, 2005).

## Conservación
La bibliografía sobre la etnozoología de las especies de Sinbranquidos en el nuevo mundo es casi inexistente, se sabe que son consumidas ocasionalmente, pero no existe información real sobre su aprovechamiento, y sus poblaciones. Es por ello que el estatus de sus poblaciones es incierto, por lo que urgen estudio sobre su biología, ecología, taxonomía e historia de vida (López, et al. 2009).

## Introducciones
A partir de 1994 se han descubierto poblaciones de anguilas del pantano pertenecientes al género asiático Monopterus y al género Synbranchus en hábitats acuáticos cerca de Atlanta, Georgia, Tampa, Florida, norte de Miami, Florida y cerca del parque nacional de los Everglades en Homestead, Florida. Las anguilas de pantano son grandes depredadoras, capaces de dispersarse por tierra y agua, dado que son especies exóticas carecen de depredadores nativos. Estas especies hermafroditas se reproducen fácilmente si encuentran las condiciones apropiadas, por lo que tienen un gran potencial como especie invasora para alterar ecosistemas de por sí amenazados (Collins et al, 2002).